# Syra Alonso
Syra María Alonso Brufau (La Coruña, España, 1899-México, 1970) fue una escritora gallega, exiliada en México tras el asesinato de su marido, el pintor Francisco Miguel, por las tropas franquistas.

## Biografía
Procedente de una familia de la burguesía comercial coruñesa, su vida se emparejó con la del artista Francisco Miguel Fernández-Díaz alrededor del año 1920. Posteriormente los dos viajarían a París y Cuba hasta detenerse en México, donde destaca su convivencia con David Alfaro Siquueiros y la poetisa Blanca Luz Brumm, que marcó sus vidas. Durante su estancia en México conoció al cineasta Sergėi Einsestein que se enamoró de ella. Syra tuvo tres hijos y Francisco Miguel la retrató muchas veces en un amplio álbum de dibujos.
El 10 de noviembre de 1933 la pareja junto con sus hijos viajó en un barco a vapor, de nombre Cristóbal Colón para regresar a Galicia; estableciendo su residencia en el Puerto de Santa Cruz (Oleiros), al cual Brufau llamaría la Casa de la Felicidad.
El 3 de agosto de 1936 la Guardia Civil detuvo a Francisco Miguel acusado de actuar contra el régimen militar golpista en la guerra civil española; siendo fusilado el 28 de septiembre del mismo año.
Dos años más tarde Brufau empezó a escribir un diario en el cual recogería el período en Galícia, hasta que consiguió salir con sus hijos de nuevo a México vía Lisboa. Después de vivir en Actopán, residió en diferentes domicilios de Ciudad de México y Cuernavaca. Sus últimos años los pasó en México DF, hasta que murió debido al cáncer de huesos.